# Troglophiloscia silvestrii
Troglophiloscia silvestrii är en kräftdjursart som beskrevs av Alessandro Brian 1929. Troglophiloscia silvestrii ingår i släktet Troglophiloscia och familjen Philosciidae. Inga underarter finns listade i Catalogue of Life.